# 美花老鹳草
美花老鹳草（学名：Geranium calanthum）为牻牛儿苗科老鹳草属下的一个种。